# Hugh MacLennan
John Hugh MacLennan (ur. 20 marca 1907 w Glace Bay w Nowej Szkocji, zm. 7 listopada 1990 w Montrealu) – kanadyjski pisarz anglojęzyczny.

## Życiorys
Kształcił się m.in. w Oxfordzie i Princeton, gdzie uzyskał dyplom z filologii klasycznej, w połowie lat 30. wrócił do Kanady i został nauczycielem łaciny i historii w Lower Canada College k. Montrealu. Podczas pobytu w Princeton rozpoczął pracę nad swoją pierwszą powieścią, kontynuowaną po powrocie do Kanady, jednak nie udało mu się opublikować tej powieści. W 1941 wydał powieść Barometer Rising - moralistyczną bajkę, wykorzystującą jako tło rzeczywistą eksplozję statku przewożącego amunicję, która w 1917 częściowo zniszczyła miasto Halifax. Jego późniejsze powieści to Two Solitudes (1945) na temat relacji, konfliktów i wzajemnej izolacji angielskich Kanadyjczyków z francuskimi Kanadyjczykami, The Precipice (1948) - studium różnic między obywatelami Kanady i USA, The Watch That Ends the Night (1959) - egzystencjalistyczne studium człowieka stojącego w obliczu kryzysu moralnego i psychologicznego, Powrót Sfinksa (1967, wyd. pol. 1970) - polityczna powieść o nacjonalizmie frankokanadyjskim i Voices in Time (1980) - opowieść o próbie zrekonstruowania przez człowieka historii Kanady zniszczonej przez zagładę nuklearną. W latach 1951–1981 był profesorem języka angielskiego i literatury w McGill University w Montrealu.